# ليكوفريسي
ليكوفريسي (Λυκόβρυση) هي مدينة في إقليم أتيكا في اليونان.